# Robert Legato
Robert Legato é um supervisor de efeitos visuais estadunidense. Foi indicado ao Óscar em quatro ocasiões, vencendo em duas delas, por Titanic (1997), Hugo (2012) e The Jungle Book na categoria de melhores efeitos visuais. Além desses dois trabalhos, destacou-se por Harry Potter and the Philosopher's Stone, Avatar e The Jungle Book.